# Ивановский трамвай
Ива́новский трамва́й — трамвайная сеть, функционировавшая в Иванове с 1934 по 2008 годы.

## История

### Проекты строительства
Первое упоминание трамвая в Иваново-Вознесенске относится к 3 августа 1901, когда на имя «Его Превосходительства Господина Городского Головы» поступило заявление от предпринимателя и учредителя Акционерного Общества Кишинёвского и Николаевского трамваев дворянина Михаила Николаевича Романовича о сооружении конно-железных дорог (конки) в форме городского предприятия.
Следующим стал крестьянин Шуйского уезда Мефодий Журавлёв, который в августе 1911 года предложил построить уже электрический трамвай в городе Иваново-Вознесенске. Городская Дума тогда отложила его проект и занялась поиском инвесторов для строительства трамвая. Однако интересен тот факт, что гораздо позже построенная трамвайная сеть в большей части повторяла проект Мефодия Журавлёва.
В дореволюционные годы строительство трамвайной сети в Иванове так и не началось — этому мешало отсутствие средств в городской казне, отсутствие платёжеспособного спроса (промышленные города в Российской империи трамвая, как правило, не имели, поскольку рабочие жили неподалёку от предприятий) и низкий в то время статус города.
После Октябрьской революции статус Иванова резко вырос (город стал административным центром губернии), помимо промышленности в городе стала развиваться сфера услуг и возникла потребность в перевозках между разными районами города, жилыми кварталами, вокзалом и т. д. К 1934 году число жителей города составляло уже более 200 тыс. человек, при этом транспортное обслуживание осуществлялось лишь несколькими автобусами, ходившими по центру города.
Главными экономическими аргументами в пользу строительства трамвая в Иванове стали меньшая, чем у автобусов, себестоимость перевозок, меньшие затраты по устройству коммуникаций трамвая, положительный опыт эксплуатации трамваев в других городах и большие затраты на благоустройство городских дорог, чтобы по ним могли ездить автобусы.
23 февраля 1934 года в газете «Рабочий край» № 45 вышла статья «Трамвай в Иванове — проект строительства утверждён».

### Строительство трамвая
Строительство трамвая началось в мае 1934 года сразу после праздников. Первая очередь строительства предусматривала устройство трамвайных путей на участке от железнодорожного вокзала до Меланжевого комбината, от 1-го Рабочего посёлка до почтамта и трамвайный веер в депо.
Значительная часть работ выполнялась бесплатно на энтузиазме жителей: на субботниках и воскресниках ивановцы отработали 84 тысячи рабочих дней. Кольчугинцы во внерабочее время изготовили для ивановцев троллейный провод контактной сети. Трамвайная сеть была построена всего за 150 дней.
28 октября 1934 года газета «Рабочий край» напечатала заметку «Трамвай построен». Торжественный пуск движения трамваев состоялся 7 ноября. Движение открывали трамвайные поезда, состоящие из моторных вагонов серии «Х» и прицепных вагонов серии «М» Мытищинского завода.
До августа 1938 года трамвайные вагоны располагались на авторемонтном заводе, а само трамвайное управление входило в состав Автотрамвайного управления и включало в себя трамвайный и автобусный транспорт. Затем было открыто трамвайное депо на улице Фридриха Энгельса в районе площади Генкиной.
В 1958 году была построена новая двухпутная линия по улице Некрасова на завод автокранов. В 1975 году она продлена до ИЗТС. На этом развитие трамвайной сети закончилось.

### Нереализованные проекты
В 1984 году газета «Рабочий край» со ссылкой на данные комплексного плана развития города пишет, что трамвай в областном центре имеет хорошие перспективы: «В первую очередь стальная магистраль соединит центр города с крупнейшим жилым массивом «Южный». Скоростная линия пройдёт по улице Шубиных, вдоль Варгинского оврага и по Пролетарской улице выйдет на улицу Суворова. Затем стальные рельсы протянутся в Сухово-Дерябихский микрорайон.»
Газета «Ленинец» от 27 октября 1985 года пишет: «Увеличение протяжённости трамвайных линий произойдёт в основном за счёт новых маршрутов. Трамвайные маршруты свяжут Кохму и Иваново. Одна нитка пройдёт по Кохомскому шоссе, вторая — в район Горино».
А вот какое место отводили трамваю проектировщики генерального плана города Иванова: «Проект генерального плана г. Иваново. Трамвайные сети.»
Трамвай является и будет в дальнейшем одним из приоритетных видов общественного транспорта. Проходя по районам плотной застройки, линии трамвая берут на себя основной объём перевозок и, кроме того, они обеспечивают надежную пассажирскую связь всех районов. Данный вид транспорта, приподнятый на обособленное полотно с рельсами на мягкой подушке, имеет преимущество перед всеми другими видами транспорта города. Он будет иметь большую вместимость, бесшумность, независимость от автотранспортных пробок и главное — в какой-то степени улучшит экологию, уменьшив смог, создаваемый автотранспортом. Проходя на обособленном полотне, данный вид транспорта является безопасным как для других видов транспорта, так и для пассажиров. Снятие с узких улиц трамвайных путей полностью не решит проблему пропуска автомобильного транспорта.

### Ликвидация

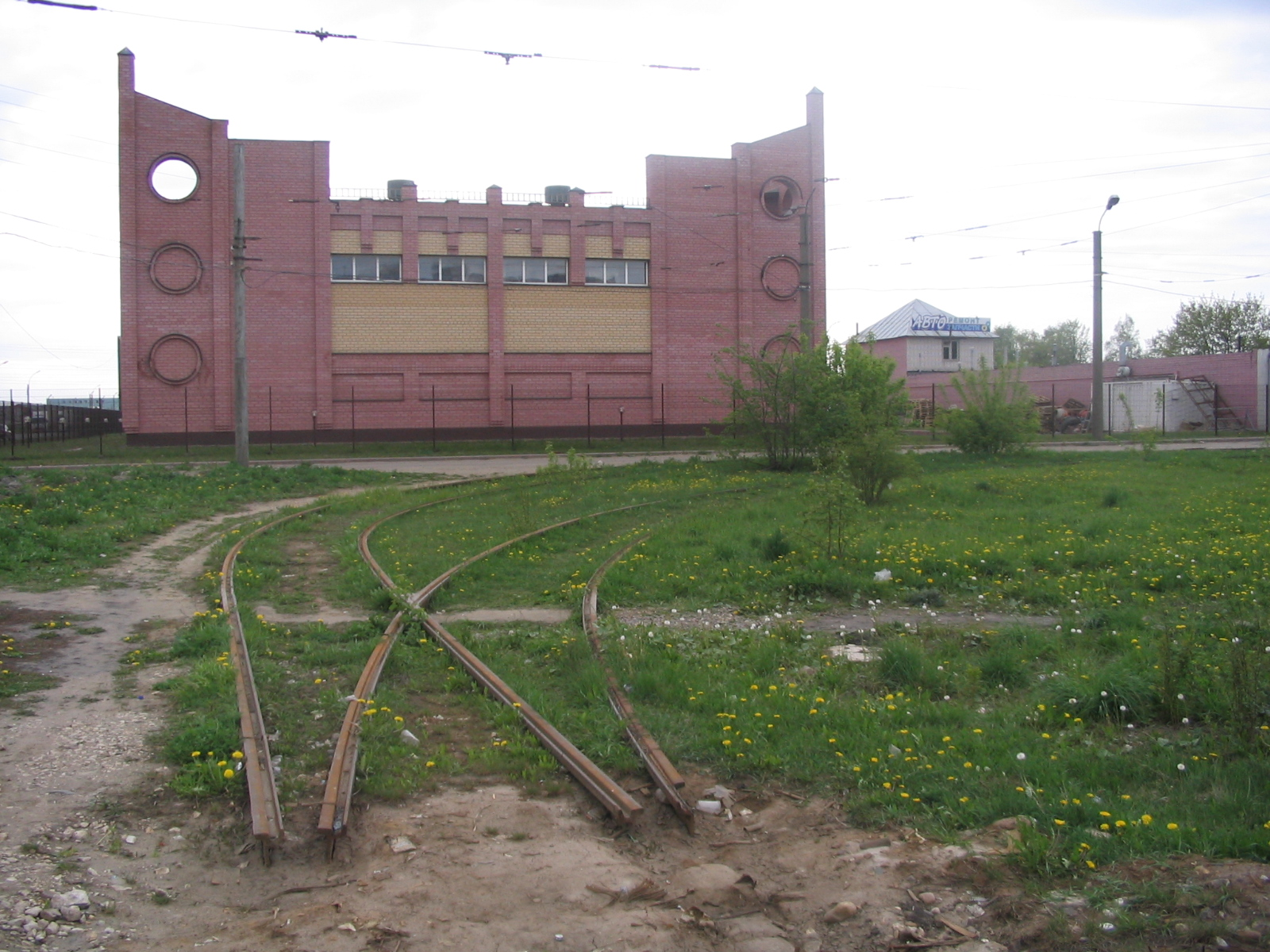
Конечная 5-го маршрута

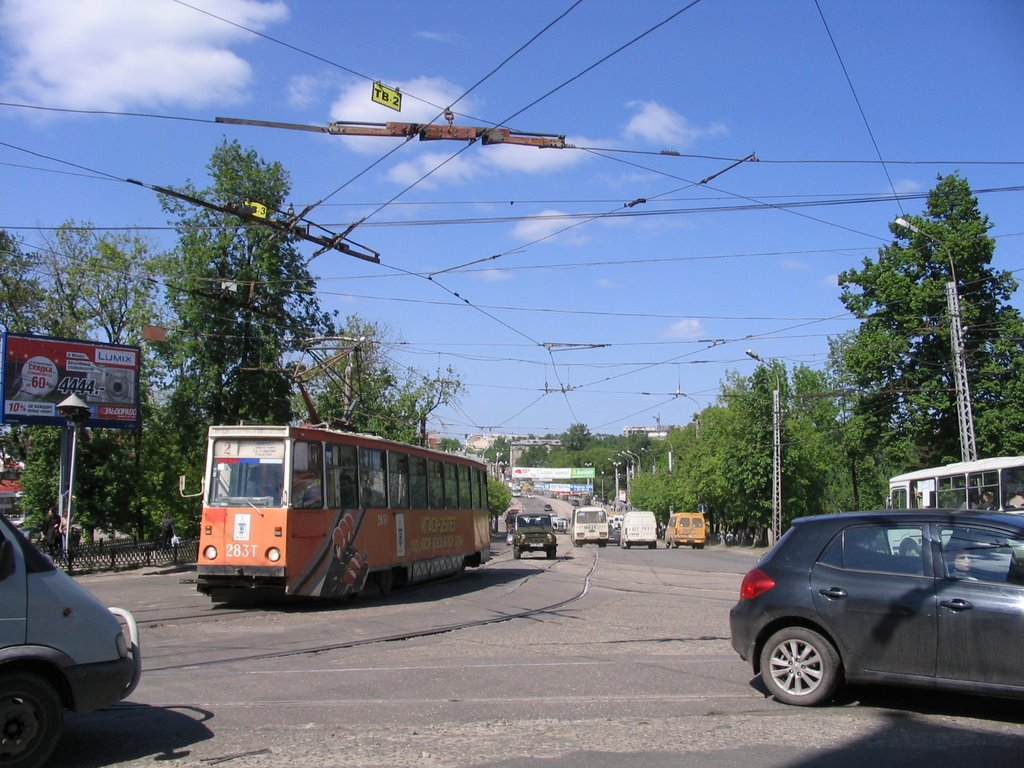
Одна из последних поездок 2-го трамвая (фото 10 мая 2008 года)

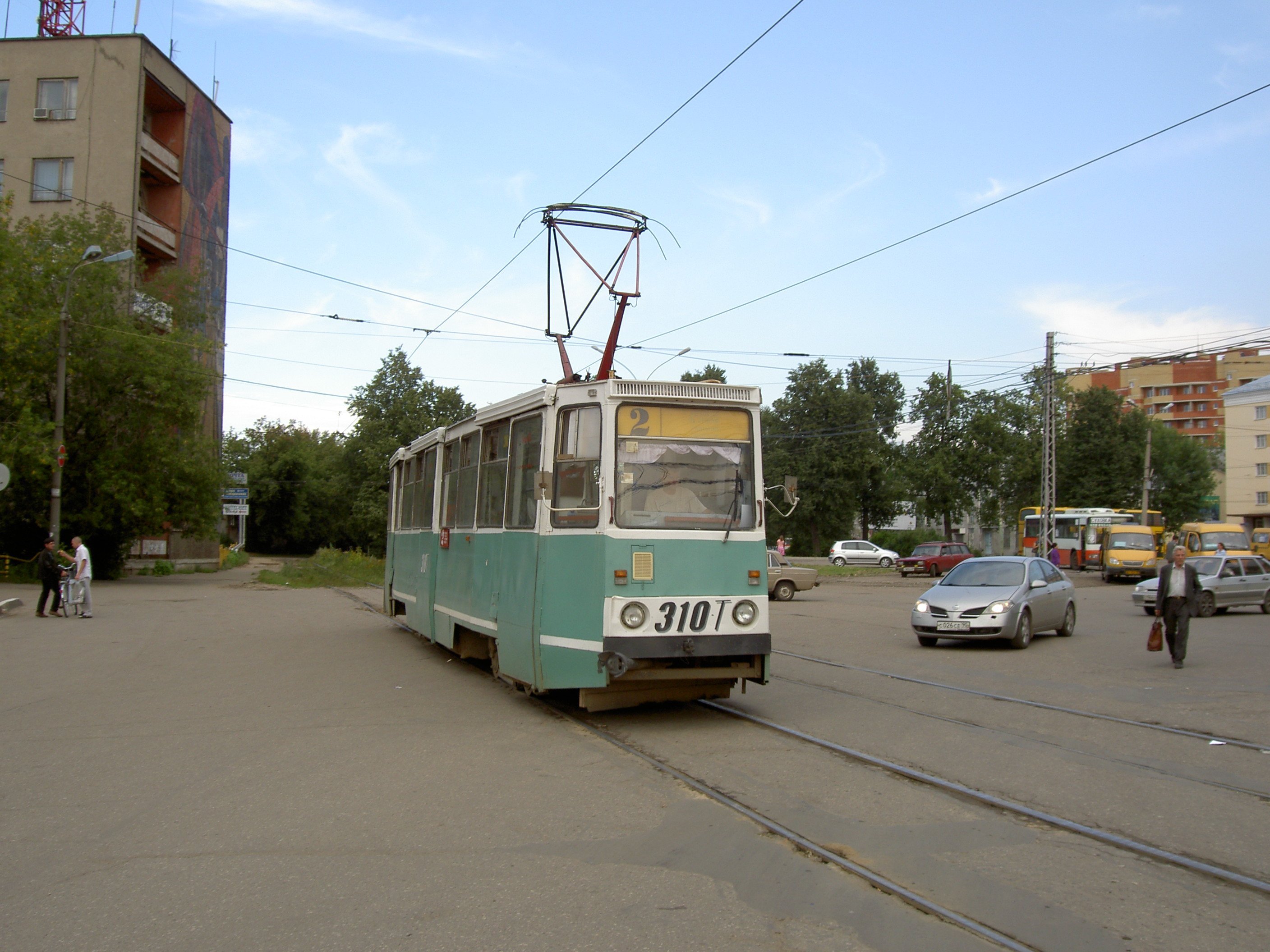
Трамвай 71-605 в 2007 году

- В 2006 году была закрыта трамвайная ветка к стадиону «Текстильщик». 10 ноября 2005 года прекращено движение по маршруту № 3 (ПКиО им. Степанова — пр. Ф. Энгельса — Меланжевый комбинат), в апреле 2006 года подписано постановление о демонтаже линии.
- 9 апреля 2007 года было закрыто трамвайное движение по проспекту Фридриха Энгельса, отменён маршрут трамвая № 6, изменён маршрут трамвая № 1. С середины мая 2007 года начат демонтаж линии.
- 5 июля 2007 года закрыт самый протяжённый трамвайный маршрут № 5 (ж.-д. вокзал — завод «ИЗТС»).
- 27 августа 2007 года закрыт трамвайный маршрут № 1 (ж.-д. Вокзал — Меланжевый комбинат)
- Последний трамвайный маршрут в городе — № 2, закрыт 2 июня 2008 года[2]. В трамвайном депо с декабря 2007 года открыта троллейбусная площадка, а с закрытием трамвая оно было переоборудовано под троллейбусное депо. В 2012 году депо закрыто окончательно и снесено. На месте депо был построен дворец спорта.

## Маршрутная сеть
До демонтажа трамвайных путей на проспекте Энгельса сеть представляла собой кольцо в центре города («пр. Ленина — пр. Энгельса — Станционная ул.»), от которого отходили четыре ветки: к ПКиО им. Степанова, Меланжевый комбинат, ИЗТС и 1-й Рабочий посёлок.
№ А «Кольцевой» (существовал в 1950-е)
№ Б «Кольцевой» (существовал в 1950-е)
№ 1 «Железнодорожный вокзал — Меланжевый комбинат»
№ 2 «Железнодорожный вокзал — 1-й Рабочий посёлок»
№ 3 «ЦПКиО им. Степанова — Меланжевый комбинат»
№ 4 «ЦПКиО им. Степанова — Воробьёво» (существовал с 1935 до конца 1960-х)
№ 4 «1-й Рабочий посёлок — ИЗТС» (существовал в 1996 году)
№ 5 «Железнодорожный вокзал — ИЗТС»
№ 6 «Железнодорожный вокзал — Меланжевый комбинат» (по проспекту Энгельса)
Последний действовавший маршрут № 2 «Железнодорожный вокзал — пр. Ленина — пл. Пушкина — Почтовая ул. — 1-й Рабочий посёлок».
Перевозки обслуживались единственным трамвайным депо, расположенном на пр. Энгельса у площади Генкиной. Трамвайное депо было способно обслуживать до 120 вагонов.

## Подвижной состав
Основу трамвайного парка составляли вагоны КТМ-5, а также КТМ-8. По состоянию на начало 2007 года число линейных работоспособных вагонов составляло 45. 14 вагонов модели КТМ-5 прошли ремонт на ВРТТЗ, 16 вагонов — капитально-восстановительный ремонт (КВР) в Ивановском трамвайном депо. В их число входит легендарный 289 вагон, прошедший КВР и глубокую модернизацию в условиях депо. По данным на 2008 год количество подвижного состава, регулярно работавшего на линии, составляло 19 вагонов. С 12 ноября 2007 года и до момента закрытия движения ежедневный выпуск составлял 8 вагонов. Осенью 2007 года в связи с закрытием большей части маршрутов и значительным снижением выпуска 21 вагон был поставлен на своеобразную консервацию в депо. В 2009 году 7 вагонов, прошедших КВР в трамвайном депо (289, 295, 256, 316, 319, 287, 310), были проданы в г. Дзержинск Нижегородской области. Вагон 278 некоторое время находился в ПКиО им. Степанова, где использовался как кафе, откуда впоследствии исчез, вероятно был порезан на металлолом. Остальные пассажирские вагоны были списаны и разрезаны на металлолом. Здание депо снесено летом 2012 года.
По данным Росстата на 2004 год трамваем в городе ежедневно пользовались около 30 тыс. человек.